# Фэрфилд (Коннектикут)
Фэрфилд (англ. Fairfield) — город на северо-востоке США, в штате Коннектикут, на побережье пролива Лонг-Айленд; юго-западный пригород Бриджпорта. 60,9 тыс. жителей (2013).
В Фэрфилде развита авиационная, химическая, лёгкая промышленность, ювелирное производство, также развит как морской курорт.
В городе расположены два католических университета: Фэрфилдский университет и Университет Священного Сердца.
В Фэрфилде родились, жили и работали многие ныне знаменитые спортсмены, актёры и т. п., например, актёр Бен Фостер и Джастин Лонг, актрисы Линда Козловски и Мэг Райан, теннисист Джеймс Блейк, фотограф Дэвид Лашапель и др.
В Фэрфилде снимались фильмы:
- Man On A Swing (1974)
- «Степфордские жёны» (1975)
- Robbie the Rabbit (1998)
- Racewalk (2000)
- More Than Skin Deep (2002)
- «Папа студентки» (2008)
- «Дорога перемен» (2008)

Также в Фэрфилде происходит действие первой кампании игры Left 4 Dead — «No Mercy»